# Supercopa da CAF de 2013
A Supercopa da CAF de 2013 (oficialmente a Supercopa Orange CAF 2013 por motivos de patrocínio) foi a 21ª edição organizada pela Confederação Africana de Futebol (CAF), entre os vencedores das temporadas anteriores. as duas competições de clubes da CAF na temporada, a Liga dos Campeões da CAF e a Copa das Confederações da CAF .

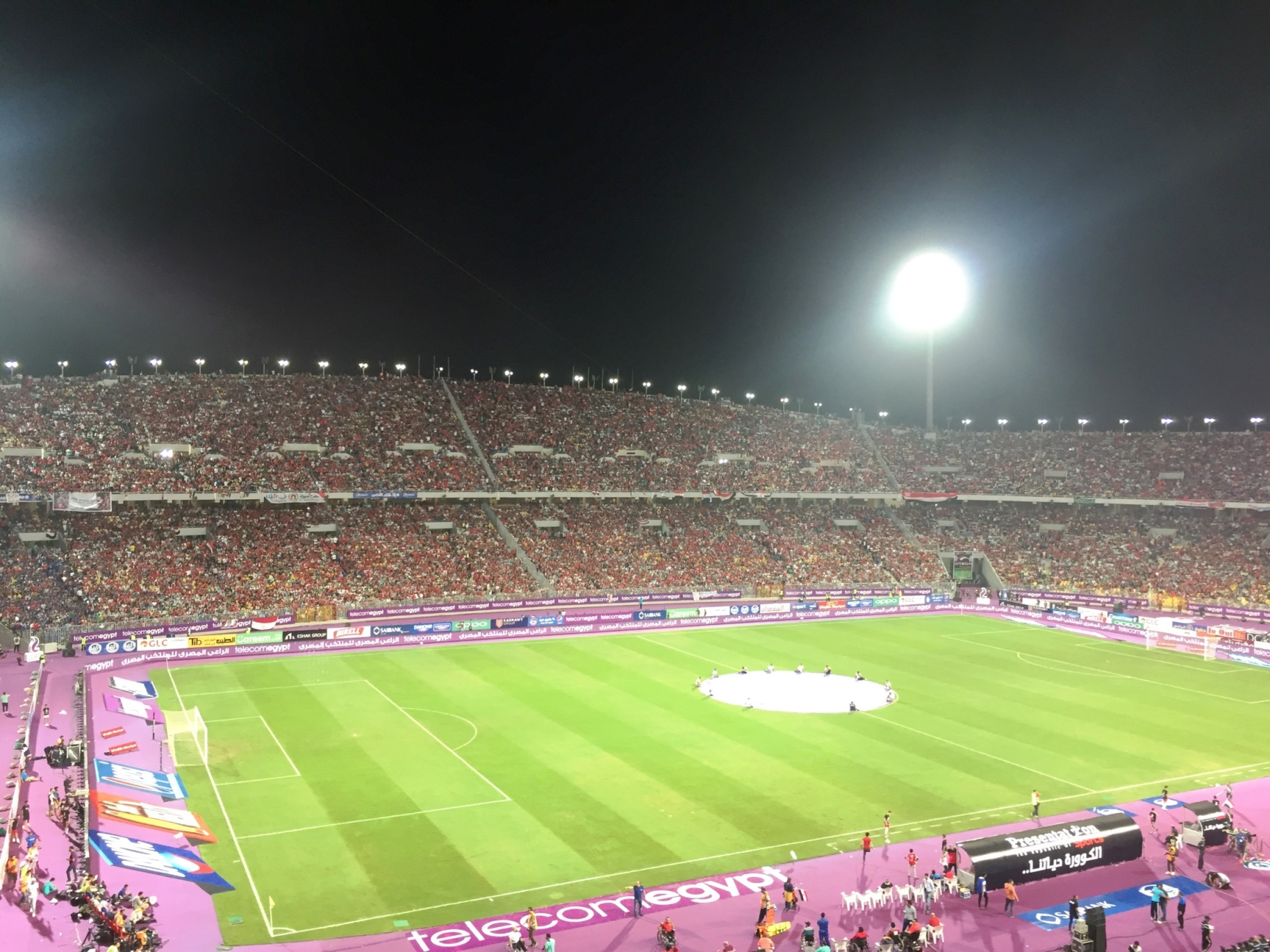
Borg El Arab Stadium, palco da decisão.

## Equipes
Estatísticas
| Equipe   | Qualificação                                     | Participação anterior (negrito indica vencedores) |
| -------- | ------------------------------------------------ | ------------------------------------------------- |
| Al Ahly  | Vencedor - Liga dos Campeões da CAF de 2012      | 5 ( 1994 , 2002 , 2006 , 2007 , 2009 .)           |
| Léopards | Vencedor - Copa das Confederações da CAF de 2012 | Nenhuma .                                         |

## Detalhes da partida
| 23 de fevereiro de 2013 | Al Ahly               | 2 – 1 | Léopards        | Estádio Borg El Arab, Alexandria        |
|                         | Rabia 55' Barakat 70' |       | Bhebey Ndey 77' | Público: 10,000 Árbitro: Bakary Gassama |

| Al-Ahly | Léopards |

Técnicos
- Hossam El-Badry - Al Ahly
- Joseph Marius Omog - Léopards

## Campeão
| Supercopa da CAF de 2013    |
| Egito                       |
| --------------------------- |
| Al Ahly Campeão (5º título) |
| técnico : Hossam El-Badry   |